# Althochdeutsches Schlummerlied

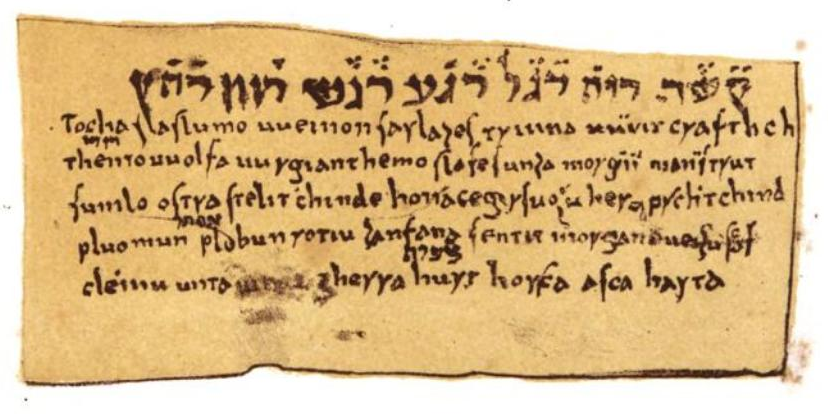
Photographische Reproduktion des Pergamentstreifens nach der Publikation von Zappert (1859)

Das Althochdeutsche Schlummerlied, manchmal auch Wiegenlied genannt, ist ein 1859 durch den Wiener Privatgelehrten Georg Zappert bekannt gemachtes althochdeutsches Gedicht. Das an Information zum germanischen Heidentum reiche Gedicht, das aus dem 10. Jahrhundert stammen soll, ist nach Meinung der meisten Experten, die sich dazu geäußert haben, eine Fälschung.

## Das Schlummerlied
Zappert schreibt, er habe 1852 auf einem Streifen Pergament, der zu einer Papierhandschrift des 15. Jahrhunderts (Wiener Hofbibliothek Codex Suppl. Nr. 1668) gehörte, einige althochdeutsche Wörter bemerkt. Zappert habe die Handschrift im Jahr 1858 erworben, da die Herauslösung des Streifens aus dem Buchrücken dessen Zerstörung erfordert  hätte. Auf dem herausgelösten Pergament habe er ein fünfzeiliges althochdeutsches Schlummerlied vorgefunden, dessen Niederschrift er ins 9. oder 10. Jahrhundert datierte:
1. Tocha slaslumo uueinon sarlazes triuua uuerit craftlicho
2. themo uuolfa uurgianthemo slafes unza morgane manestrut
3. sunilo ostra stelit chinde honacegirsuoziu hera prichitchinde
4. pluomun plobun rotiu zanfana sentit morganeueiziu scaf
5. cleiniu unta einouga herra hurt horsca asca harta

Zappert liest dies als sieben alliterierende Verse:
1. Tocha slafês sliumo / uueinon sar lazzês.
2. Triuua uuerit kraftlicho / themo uuolfa uurgiantemo.
3. slafês unz za morgane / manes trût sunilo.
4. Ostârâ stellit chinde / honak egir suozziu.
5. Hera prichit chinde / pluomun plobun rotun.
6. Zanfana sentit morgane / ueiziu scaf kleiniu,
7. unta Einouga, herra hurt! / horska aska harta.

Seine Übersetzung lautet:
1 Docke, mögest du schlafen schleunig, / Weinen gleich mögest du lassen.

3 Triwa wehrt kräftig, / Dem Wolf dem würgenden.

5 Mögest du schlafen bis zum Morgen / Mannes trautes Söhnlein.

7 Ostara stellt dem Kinde / Honig, Eier süsse.

9 Hera bricht dem Kinde / Blumen blaue rothe.

11 Tanfana sendet morgen / Weisse Schafe kleine,

13 Und Wuotan, herra hurt! / Rasche Speere harte.
Erläuterungen: Docke soll ein Kosewort sein, mit dem ein Kind angesprochen werde. Triuwa steht für die personifizierte Treue, Ostara für die erschlossene Frühlingsgöttin. Dass sie hier im Zusammenhang mit Eiern genannt wird, wäre eine bemerkenswerte Bezeugung einer heidnischen Herkunft der Ostereier-Tradition. Ganz außergewöhnlich wäre zudem die Bezeugung von Tanfana, einer Göttin, die sonst nur bei Tacitus im 1. Jahrhundert vorkommt. Mit dem „Einäugigen“ ist zweifellos Odin gemeint, der in der nordgermanischen Kultur als einäugig dargestellt wird (ein Attribut, das dieser Gott in den westgermanischen Quellen sonst nicht aufweist).
Dem althochdeutschen Text gehen sieben hebräischen Wörtern voran: קשת רוח רנל רנע רנש רזון רחץ. Auf der Rückseite des Pergamentstreifens befindet sich eine weitere hebräische Zeile: חכמה ואדם יפיק תבונה לך אל – ein Fragment von zwei Versen des biblischen Buchs der Sprüche (Ende von 3,13  und Anfang von 6,6 ). Es handle sich offenbar um Federproben. Darauf aufbauend vermutete Zappert (S. 12), dass die Eintragung von einem deutschen Juden, vielleicht einem Rabbi oder Arzt, stammt, der das Schlummerlied von einer Amme gehört haben mag.
Einige Vokale des Schlummerliedes sind in Form von hebräischen Vokalzeichen notiert.

## Debatte um die Echtheit
Wenn der Text echt wäre, würde er eine reiche Quelle für das germanische Heidentum darstellen. Sein Bedeutungswert überstiege womöglich sogar denjenigen der Merseburger Zaubersprüche, die 1841 entdeckt worden sind.
Kelle (1860) kritisierte Zapperts Analyse und widersprach ihm praktisch in allen seinen Schlussfolgerungen und Verbesserungen, bezweifelte aber nicht die Authentizität der Quelle. Jacob Grimm verwies auf Zapperts Publikation als eine unabhängige Bezeugung des Namens Zanfana, offenbar ohne an seiner Echtheit zu zweifeln. Edwards schreibt, Grimm habe geplant, eine Verteidigung des Schlummerliedes zu publizieren, und enthusiastisch für dieses geworben.
Grohmann (1861) dagegen kam in einem 46-seitigen Aufsatz zu dem Schluss, es handle sich um eine klare Fälschung. Da Zappert 1859 starb, konnte er seine Position nicht mehr verteidigen.
Kletke (1867) betrachtete den Text noch als echt, aber die vorherrschende Meinung seit dem späten 19. Jahrhundert und bis heute bleibt diejenige von Grohmann. Dennoch haben noch im 20. Jahrhundert einige Gelehrte die Authentizität des Gedichtes verteidigt (siehe Diamant 1960, Howard 1976).
Fichtenau (1970) wiederum kommt zum Schluss, das Gedicht sei zweifellos eine Fälschung. Edwards bemerkt, dass von sechs Aufsätzen, die im 20. Jahrhundert zum Schlummerlied publiziert wurden, drei für und drei gegen die Echtheit des Gedichtes argumentieren. Edwards selber schließt, dass die Indizien, die er in seinem Aufsatz gegen die Echtheit des Schlummerliedes angeführt hat, auf eine Fälschung hindeuteten, aber doch nicht ausreichten, um eine solche mit Sicherheit feststellen zu können.
Argumente für die Echtheit:
- Howard (1976, S. 34) argumentiert, dass der Text linguistisches Wissen voraussetze, die Zappert zum damaligen Zeitpunkt noch nicht bekannt gewesen sein könne. Er erwähnt besonders die Schreibung des Lautes e in uuerit mit dem hebräischen Sere, das einen geschlossenen /e/-Laut repräsentiert. Nach Howard betrachteten die Forscher der damaligen Zeit den /e/-Laut, der aus dem i-Umlaut hervorgegangen war, als offen, und man müsste erwarten, dass ein Fälscher deshalb das hebräische Seggol statt des Sere gewählt hätte.

Argumente gegen die Echtheit:
- Nach Fichtenau (1970) wird Zappert noch weiterer Fälschungen verdächtigt. Der Text von einer davon, einer alten Karte von Wien, soll auffällige paläographische Ähnlichkeiten zum althochdeutschen Schlummerlied aufweisen.[6]
- Nach Edwards[7] hat F. Mairinger die Tinte des Schlummerliedtextes und der hebräischen Zeile untersucht und festgestellt, dass sie, im Gegensatz zu den hebräischen Federproben, nicht in der typisch mittelalterlichen rußhaltigen Eisengallentinte geschrieben worden sind. Dies deutet auf eine Fälschung. (Das Pergament und die hebräischen Federproben scheinen allerdings aus dem Mittelalter zu stammen).
- Es ist bekannt, dass die ungewöhnliche Verbindung zwischen germanischer und hebräischer Kultur, wie sie dieser Pergamentstreifen bezeugt, ein Gebiet war, das Zappert, selber jüdischer Herkunft, besonders am Herzen gelegen hat.[8] Somit wäre ein glaubhaftes Motiv für eine Fälschung gefunden.
- Die neuen Informationen über die germanischen Gottheiten im Schlummerlied passen auffällig zu Stellen in J. Grimms Buch Deutsche Mythologie (Erstpublikation im Jahr 1835), an welchen Grimm sich zu diesen Gottheiten äußert und mehrmals einen Mangel an Quellen beklagt. Dies lässt vermuten, dass Zappert nach „Löchern“ in Grimms Deutscher Mythologie gesucht hat und diese stopfen wollte.[9]